# مونتا بل
مونتا بل (انگلیسی: Monta Bell؛ ۵ فوریهٔ ۱۸۹۱ – ۴ فوریهٔ ۱۹۵۸) یک تهیه‌کننده، کارگردان، فیلم‌نامه‌نویس و تدوین‌گر اهل ایالات متحده آمریکا بود.
از فیلم‌ها یا برنامه‌های تلویزیونی که وی در آن نقش داشته است می‌توان به فخرفروشی (کارگردان)، مرد، زن و گناه (کارگردان)، نامه (تهیه‌کننده)، آبگیر بزرگ (تهیه‌کننده)، خنده (فیلم) (تهیه‌کننده)، پزشکان (فیلم ۱۹۳۴) (تهیه‌کننده)، آلومای دریاهای جنوب (تهیه‌کننده) اشاره کرد.